# Kecamatan Kusan Hilir
Kecamatan Kusan Hilir är ett distrikt i Indonesien.   Det ligger i provinsen Kalimantan Selatan, i den västra delen av landet, 1 000 km öster om huvudstaden Jakarta.